# Liturgia en la Iglesia primitiva
La liturgia en la Iglesia Primitiva es el conjunto de actos de culto de la iglesia primitiva, que actualmente forman parte del estudio histórico de la liturgia cristiana. Ésta comprende todos los ritos y actos públicos de culto, las fiestas y conmemoraciones, así como los lugares de reunión, y prácticas relacionadas como el ayuno y la limosna.[cita requerida]

## Lugares de culto

Planta de una domus romana.

Durante la época apostólica los cristianos se reunían en las casas de los integrantes de la comunidad, en particular en las grandes habitaciones del primer piso. Con el pasar del tiempo las comunidades no podían reunirse sino en las casas más grandes, las domus. En este caso se usaba toda la planta baja: tanto la zona del Atrio (5) que permanecía abierta para cualquier persona, como la del Peristilo (14) que se reservaba para los miembros habituales de la comunidad.
El uso de ambos espacios, atrio para el pueblo y peristilo para los miembros más cercanos, dio origen a la separación entre la zona del altar («presbiterio») y la zona del pueblo («nave»). Alrededor del siglo V en la Cristiandad Oriental se desarrolló el templón, una barrera baja que separaba ambas partes. Durante la Edad Media se incorporó una decoración de íconos que dio origen al iconostasio que actualmente poseen las iglesias ortodoxas.

### Canto litúrgico
La iglesia primitiva mantuvo la tradición hebrea de entonar himnos y alabanzas, y especialmente el canto de los 150 salmos. En cuanto al aspecto musical, una serie de melismas gnósticos del siglo II sugieren que esa misma técnica pudo ser usada también por los cristianos. La forma de cantarlos en la sinagoga era el solo salmódico: un solo cantor entonaba el texto sagrado. En tiempos de Orígenes se conserva el primer testimonio de canto responsorial: a cada versículo la asamblea repetía una frase del mismo salmo a modo de estribillo.
El canto, entonces, no se aplicaba exclusivamente en la oración dominical, sino que también podía emplearse en cualquier momento que se recitaran salmos. Al finalizar el período del cristianismo primitivo, muchas comunidades monásticas dedicaban varias horas todos los días para el canto de alabanzas y salmos.

### El altar primitivo

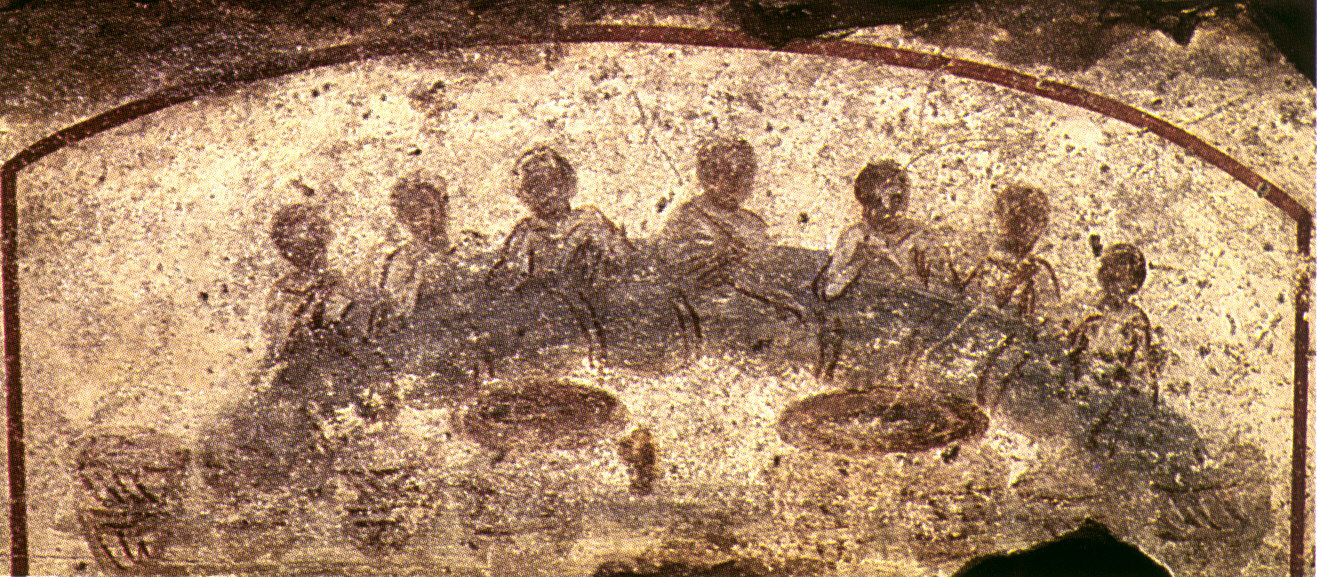
Mesa de ágape, fresco en las catacumbas de San Calixto.

Inicialmente la eucaristía se celebraba en mesas de madera de tres piernas, como las habituales en las casas de los Patricios, de forma rectangular o circular. La movilidad era muy importante para mantener el secreto y la seguridad durante las épocas de persecución. Esto también respondía a una diferencia sustancial entre el cristianismo y el paganismo: para el paganismo lo importante era el Templo, mientras que para el cristianismo lo importante era lo que sucedía durante la celebración. Una representación artística para ilustrar este punto es la mesa de ágape que figura en las catacumbas de San Calixto.

### La iglesia de Dura Europos
En 1931 un equipo de arqueólogos halló las ruinas de una iglesia, datada en torno al año 230 a 250, en una localidad fronteriza a orillas del Éufrates llamada Dura Europos. Se trata casa común y corriente que fue acondicionada para el culto clandestino durante esta época de persecución. Sus instalaciones más importantes son el atrio, el salón principal y el baptisterio. Estos dos últimos ambientes estaban decorados con imágenes religiosas, símbolos y frescos que ilustraban pasajes de los evangelios.

Frescos en la iglesia primitiva de Dura Europos
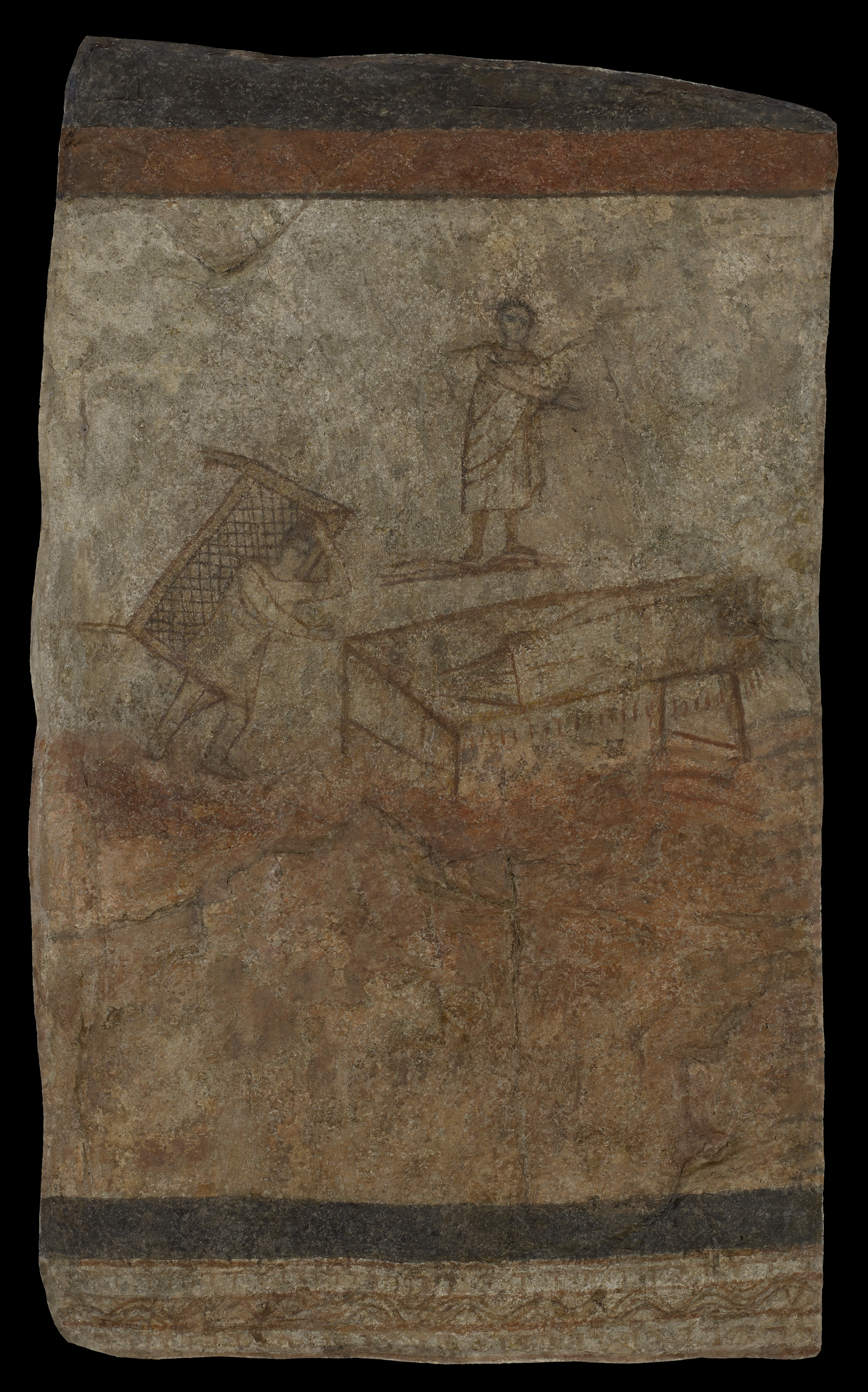
Curación de un paralítico.
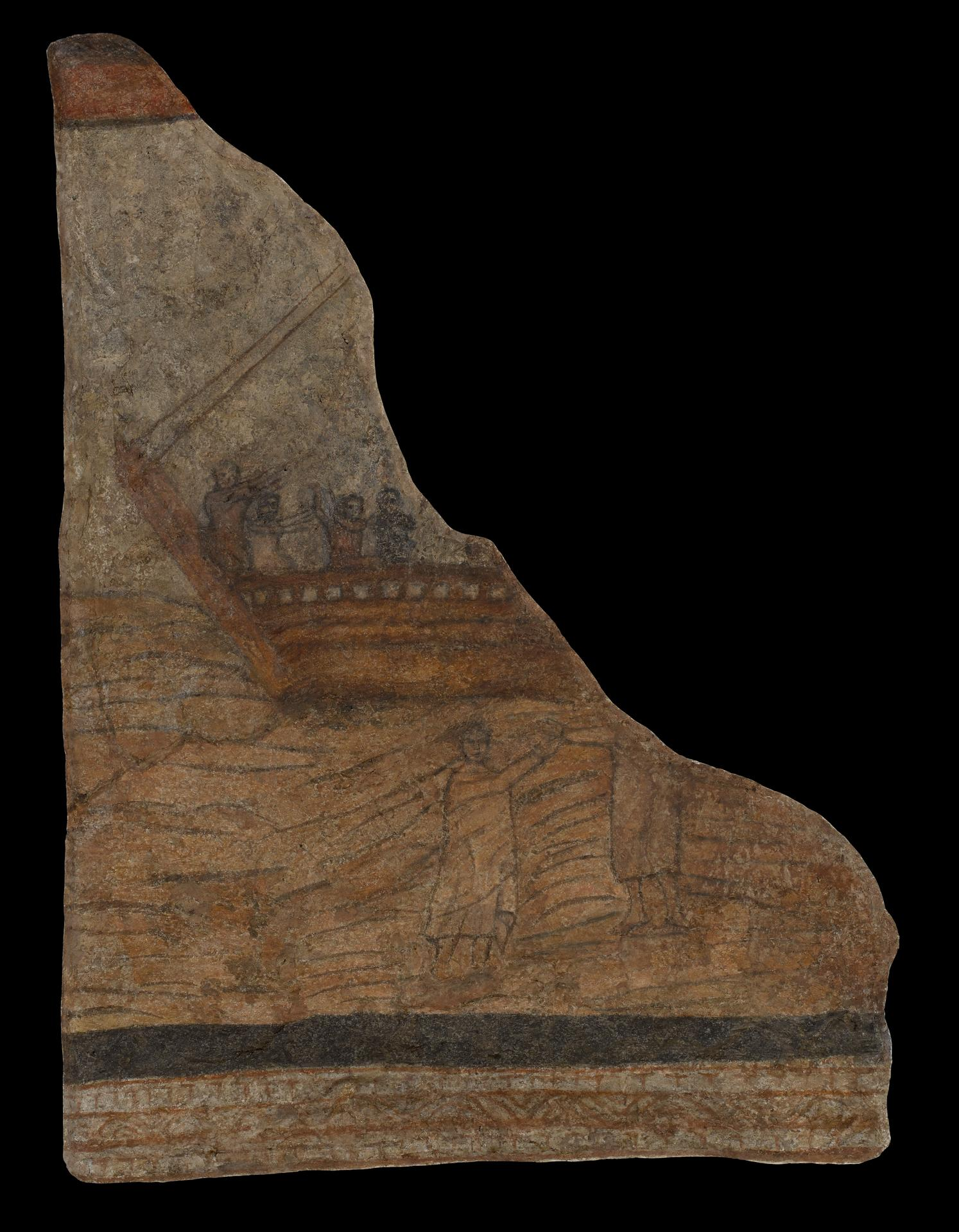
Cristo y Pedro caminando sobre las aguas.
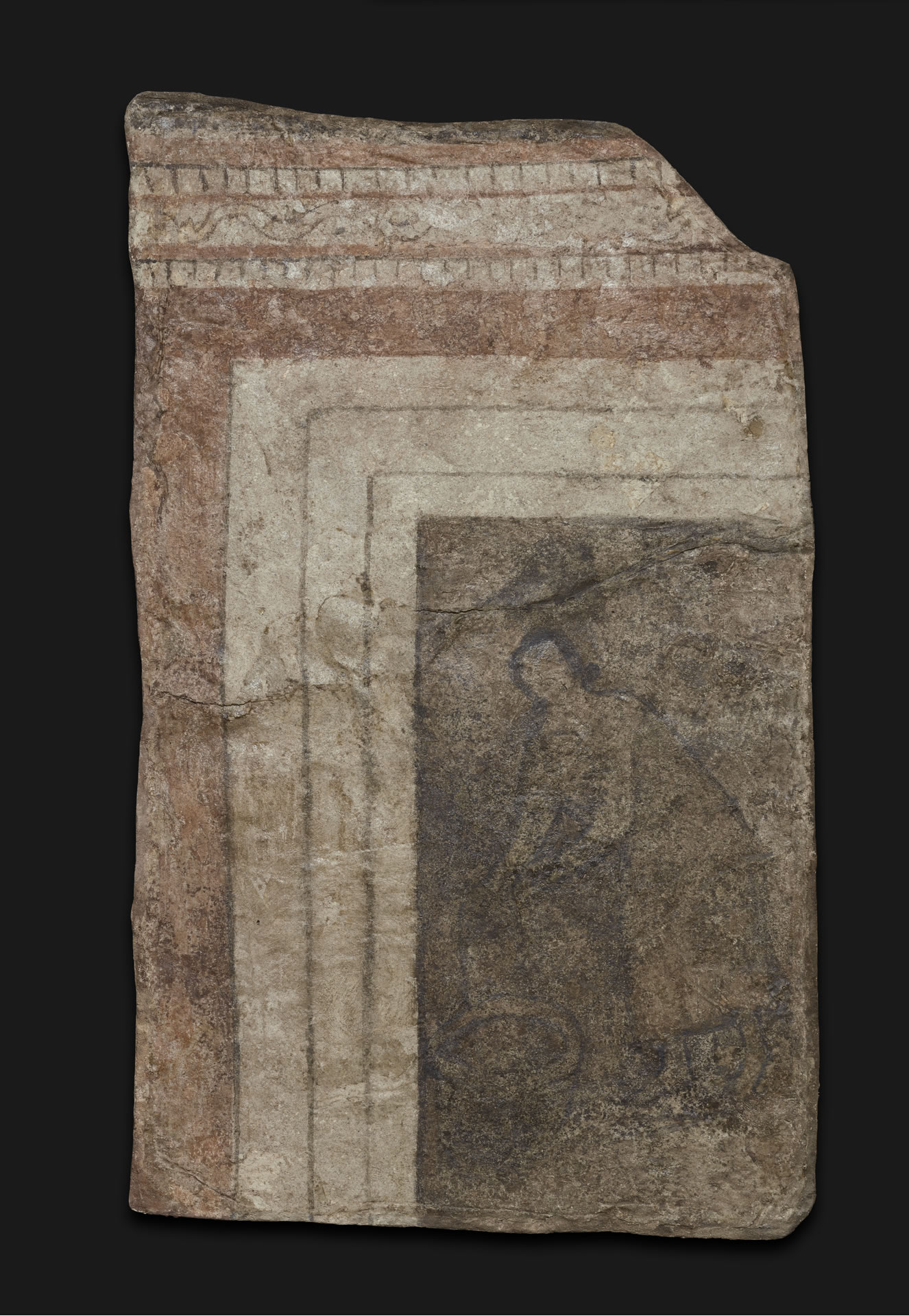
La samaritana en el pozo, o quizá la Virgen María.

## El Bautismo
Según la Didaché, de ser posible el Bautismo había de realizarse por inmersión en «agua viva», o sea un río o una fuente; y de no ser posible, por triple infusión de agua en la cabeza. El texto también recomienda que todos los asistentes practiquen el ayuno, en especial la persona que va a bautizarse ayune uno o dos días antes.

## La Eucaristía
La ceremonia de la eucaristía, acto central del culto cristiano, tiene su origen en la Última Cena de Cristo con sus discípulos. Durante el período apostólico sucedía inmediatamente después de la cena ágape, una comida comunitaria de la que participaban todos los cristianos del lugar. Tras el incremento numérico de los cristianos, la cena ágape se tornó impracticable, por lo cual, a partir del año 150 desaparecen por completo las referencias a esta actividad, y solamente se menciona la Eucaristía. Cerca del año 112 Plinio el Joven era gobernador de Bitinia y en una carta al Emperador describió que los cristianos se reunían antes de la salida del sol. El liturgista Josef Jungmann interpreta que de este modo la celebración coincidía con el horario en que se conmemoraba la Resurrección de Jesús.
Hacia el año 155 hallamos la primera descripción completa y pormenorizada de un rito eucarístico en la Primera Apología de Justino el Mártir:
- En el día que se llama «del sol» se reúnen todos los cristianos.
- Lectura pública los «Recuerdos de los Apóstoles» y los escritos de los profetas.
- El que preside la asamblea hace una exhortación para que el pueblo imite los ejemplos que se han leído.
- Los presentes elevan oraciones para permanecer fieles al mensaje evangélico.
- Tras las oraciones, se dan mutuamente el saludo de la paz.
- Luego «el que preside a los hermanos» recibe de la asamblea pan y un vaso de vino mezclado con agua.
- El Presidente recita la oración de consagración con las palabras de Jesús.
- El pueblo responde «amén».
- Los diáconos distribuyen la eucaristía a los presentes.

La Didaché además muestra la Confesión de pecados: “Cuando os reuniéreis en el domingo del Señor, partid el pan, y para que el sacrificio sea puro, dad gracias después de haber confesado vuestros pecados. El que de entre vosotros estuviere enemistado con su amigo, que se aleje de la asamblea hasta que se haya reconciliado con él [Mateo 5:23-24], a fin de no profanar vuestro sacrificio”
El mismo autor en su Diálogo con Trifón asevera que la eucaristía constituye un «sacrificio». La eucaristía es para él, como también para Ignacio de Antioquía y el autor de la Didaché, el acto central del culto, del que se permite participar solamente a los bautizados que sigan los preceptos de Jesucristo.

## Los tiempos litúrgicos
La concepción cristiana del tiempo llevó a organizar las actividades de la iglesia en ciclos: anual, semanal, y diario. Durante el año se sucedían distintos tiempos y conmemoraciones como la Pascua y Pentecostés.
El concepto judío de semana era poco difundido en el mundo grecorromano, más habituado a los idus, calendas y nonas, y en menor medida a las nundinales, de ocho días. Sin embargo la semana era central en la vida de la Iglesia Primitiva para conocer qué día era domingo. La importancia de congregarse el domingo se infiere por citas del Nuevo Testamento, los Padres Apostólicos, y las actas procesales de condena a numerosos mártires capturados por los romanos durante el culto dominical.
Los días miércoles y viernes eran días especialmente dedicados al ayuno y la oración, en memoria de la traición de judas (miércoles) y la muerte de Cristo (viernes) tal como se relata en la Didaché y en El Pastor.

### La oración diaria
Desde los más tempranos testimonios cristianos se encuentra la práctica de orar tres veces al día, probablemente a la hora tercia, a la hora sexta y a la hora novena, al menos con la oración del Padre Nuestro, y empezar el día con un momento extenso de oración. La primera vigilia de oración se describe en el libro de los Hechos de los Apóstoles, y desde entonces formó parte de la oración comunitaria en días festivos y en ocasiones especiales, como los funerales o el arresto de algún miembro de la Iglesia.